# Wim Hof
Wim Hof (ur. 20 kwietnia 1959 w Sittard, Limburgii) – holenderski rekordzista, poszukiwacz przygód i śmiałek, znany jako „Człowiek lodu” (z ang. „Iceman”) ze względu na swoją zdolność kontroli temperatury ciała i odporność na ekstremalne zimno.

## Życiorys
Urodził się w holenderskim mieście Sittard, odległym o 2 kilometry od granicy niemieckiej i 7 kilometrów od belgijskiej. Ma sześciu braci i dwie siostry oraz szóstkę dzieci, czworo z nich ze swoją pierwszą żoną Marivelle-Maria (zwaną też "Olaya"), która popełniła samobójstwo w 1995 r., syna urodzonego w 2003 z partnerką i syna urodzonego w 2017 ze swoją ostatnią partnerką. Mając siedem lat, chciał zbudować igloo, zasnął jednak w śniegu podczas budowy i trafił do szpitala doświadczając hipotermii. W wieku 17 lat doświadczył czegoś, co ukształtowało jego obecną postawę życiową: „Od jakiegoś już czasu odkrywałem swój umysł i ciało poprzez dyscypliny ezoteryczne takie jak – karate, joga i filozofia. Mając 17 lat, przechodziłem obok bardzo zimnej wody pokrytej cienką warstwą lodu, która wydała mi się bardzo atrakcyjna. Rozebrałem się i zanurzyłem się w niej. Doznałem uczucia, jakby zapaliło się coś w mojej fizjologii, coś na bardzo głębokim poziomie. Poczułem się tak dobrze, że począłem tu wciąż wracać i wracać”.

Przez kolejne 20 lat Hof kształtował swoje ciało i uczył się kontrolować swój umysł biegając boso po śniegu, pływając w lodowatej wodzie i robiąc inne doświadczenia, które przeciętnego człowieka przyprawiłyby o hipotermię. To sprawiło, że został nazwany człowiekiem lodu. Jak sam przyznaje, osiągnął to między innymi dzięki opracowanej przez siebie specjalnej technice oddychania, opartej na buddyjskiej medytacji tummo.

## Dokonania
Jego specyficzny styl bycia i niezwykłe umiejętności wzbudziły zainteresowanie mediów. Wkrótce zaczął bić pierwsze rekordy Guinnessa. Niektóre z nich:
- Najdłuższa kąpiel w lodzie – kontakt z lodem na całej długości ciała od szyi w dół, Hof ma na sobie jedynie slipy. Rekord ten bił wielokrotnie, głównie podczas pokazów swoich możliwości podczas rozmaitych telewizyjnych show, m.in. w 2008[3], 2010[4] czy dwukrotnie w 2011 roku. Obecny rekord to 1 godzina 52 minuty i 42 sekundy[5]. Podczas jednego z takich wyczynów zgodził się połknąć mały termometr, który po godzinie i 44 minutach jego obecności w lodzie odnotował spadek temperatury z 37,7 °C do 37,4 °C. Badanie to odbyło się pod okiem dr Marii Hopman z Uniwersytetu im. Radbouda w Nijmegen[2].
- W lutym 2009 Hof wspiął się w przeciągu dwóch dni na szczyt Kilimandżaro, ubrany jedynie w szorty i buty[6]. W kolejnych latach kilkukrotnie z różnymi grupami przeszkolonych przez niego osób wchodził na ten szczyt[7]. W 2018 z grupą 18 przeszkolonych w jego metodzie amatorów pobili rekord Guinnessa, zdobywając szczyt Kilimandżaro w 31 godzin i 25 minut[8].
- We wrześniu 2009 przebiegł, bez picia żadnych płynów w czasie biegu, maraton na pustyni Namib. Wyczynu tego dokonał pod nadzorem Dr. Thijsa Eijsvogelsa[9].
- W 2009 ukończył maraton mający miejsce za kołem podbiegunowym w Finlandii. Ówcześnie panujące temperatury sięgały −20 °C. Ubrany tylko w szorty Hof ukończył bieg z czasem 5 godzin i 25 minut. Wyczyn ten został sfilmowany przez Firecrackerfilms[10][11].
- Zorganizował największe wyścigi bosonogich biegaczy na lodzie – 361 uczestników[2].
- 26 stycznia 2007 r. ustanowił rekord Guinnessa w półmaratonie boso na lodzie i śniegu, z czasem 2 godzin, 16 minut i 34 sekund[12].
- W 2007 roku podjął nieudaną próbę zdobycia Mount Everestu. Mając na sobie szorty i sandały wspiął się na wysokość 6700 m n.p.m. Potem musiał założyć buty, bo do sandałów nie da się przymocować raków[13][14]. Wspinaczkę zakończył na wysokości 7400 m n.p.m. z powodu powrotu kontuzji stopy, której doznał podczas biegania boso na kole podbiegunowym rok wcześniej[15][16].
- 16 marca 2000 r. Hof ustanowił rekord świata Guinnessa w pływaniu pod lodem, dystans 57,5 metra[17].

## Innerfire/Wim Hof Method (WHM)[18]
Na zasadnicze pytanie, jak to robi, Hof odpowiada, że to kwestia kontroli umysłu nad ciałem. „Mamy wspaniałe mechanizmy w naszych ciałach, tyle tylko, że przytłumiliśmy je poprzez noszenie ubrań. [...] Wszyscy posiadamy moc uleczania – wewnętrznego doktora – tyle tylko, że zapomnieliśmy o tym”. Skarży się również, że koncerny farmaceutyczne nie są zainteresowane badaniem jego możliwości, dlatego też sam postanowił nauczać ludzi swoich technik. W marcu 2010 wraz ze swym najstarszym synem powołał do życia warsztaty Innerfire. Z początku były to nauki objazdowe, jednakże po pewnym czasie stworzone zostało centrum w Przesiece, w polskiej części Karkonoszy. W planach jest utworzenie drugiego centrum w Hiszpanii. Obecnie również szkoli kilku swoich uczniów na mistrzów i nauczycieli tak, by centra Innerfire mogły powstawać w wielu miejscach.

## Badania naukowe

### Odporność na zimno
Po wystawieniu na zimno ciało ludzkie może zwiększyć wytwarzanie ciepła przez dreszcze lub bez nich w procesach termogenezy, w której brązowa tkanka tłuszczowa (BAT), znana również jako brązowy tłuszcz, przekształca energię chemiczną w ciepło.
Wiadomo, że łagodne narażenie na zimno zwiększa aktywność BAT. Grupa naukowców w Holandii zastanawiała się, czy częste narażenie na ekstremalne zimno może mieć porównywalne skutki. Bracia Hof są identycznymi bliźniakami, ale w przeciwieństwie do Wima, Andre prowadzi siedzący tryb życia bez narażenia na ekstremalne zimno. Naukowcy kazali im wykonywać ćwiczenia oddechowe Wima, a następnie wystawiali ich na najniższą temperaturę, która nie wywoływałaby u nich dreszczy. Nie znaleźli znaczącej różnicy w ich reakcjach. Obaj odnotowali wzrost o 40% tempa metabolizmu do ich tempa spoczynkowego, w porównaniu z maksimum 30% obserwowanego u młodych dorosłych. Jednak ich procent brązowego tłuszczu - choć wysoki jak na swój wiek - nie był wystarczający, aby uwzględnić ten wzrost. Reszta wynikała z ich intensywnego oddychania, co zwiększało aktywność metaboliczną mięśni oddechowych.
Powiązana praktyka g-Tummo nazywa się praktyką "ciepła psychicznego", ponieważ towarzyszą jej intensywne odczucia ciepła w kręgosłupie. Polega ona na specjalnym oddychaniu, któremu towarzyszy medytacja obejmująca mentalne obrazy płomieni w niektórych miejscach ciała. Istnieją dwa rodzaje oddychania: "forsowany" i „łagodny”. Badanie naukowe wykazało, że tylko forsowany typ powoduje wzrost temperatury ciała i że medytacja była wymagana do utrzymania wzrostu temperatury.

### Tłumienie układu odpornościowego
Wiedząc, że badacze z Radboud University Medical Center w Holandii potrafią wykonać pomiar odpowiedzi immunologicznej u ludzi, Hof odwiedził ich i stwierdził, że może modulować swój układ odpornościowy. Peter Pickkers chociaż uważał, że to mało prawdopodobne, był pod wrażeniem wyczynów Hofa dotyczących odporności na zimno, więc razem z doktorantem Matthijsem Koxem postanowili przetestować to twierdzenie. Pobrali próbki krwi przed i po ćwiczeniu oddychania, medytacji i 80-minutowej kąpieli lodowej obejmującej całe ciało i stwierdzili, że znacznie zmniejszyły się poziomy białek związane z odpowiedzią immunologiczną.
Test, który opracowali Pickkers i Kox, dotyczył wrodzonego układu odpornościowego, szybkiej odpowiedzi immunologicznej, która odróżnia najeźdźców od własnych komórek organizmu i eliminuje je. Wstrzyknęli Wimowi endotoksynę, która stymulowała odpowiedź. Większość pacjentów reaguje objawami grypopodobnymi (gorączka, bóle głowy i dreszcze), a dotknięte komórki uwalniają białka sygnalizacyjne zwane cytokinami. Hof nie miał objawów grypopodobnych i o połowę mniej cytokin niż u osób z grupy kontrolnej. Co więcej, po tym jak Hof przez tydzień szkolił niektórych ochotników, oni również mieli zmniejszone objawy.
Pickkers i Kox przypisywali wpływ na układ odpornościowy Hofa reakcji przypominającej stres. W podwzgórzu komunikaty stresowe z mózgu wyzwalają uwalnianie adrenaliny, która zwiększa pompowanie krwi i uwalnia glukozę, które mogą pomóc ciału poradzić sobie z sytuacją awaryjną i tłumią również układ odpornościowy. U Hofa i jego wytrenowanych ochotników uwalnianie adrenaliny było wyższe niż u osób, które po raz pierwszy w życiu skaczą na bungee. Nie wiadomo jeszcze, która część treningu (ekspozycja na zimno, oddychanie lub medytacja) jest przede wszystkim odpowiedzialna za takie efekty lub czy istnieją długoterminowe efekty treningu.

## Kontrowersje
Kilka osób próbujących metod Wima Hofa poniosło śmierć. Cztery osoby utonęły, według ich rodzin stało się to podczas stosowania technik prezentowanych przez Wima Hofa.
Krytycy Hofa mówią, że wyolbrzymia on korzyści płynące ze stosowania jego metod, dając tym fałszywą nadzieję ludziom cierpiącym na poważne choroby, a jego tezy są bezkrytycznie powielane przez media. Na swojej stronie Wim Hof twierdzi, że jego techniki pomagają na objawy chorób takich jak reumatoidalne zapalenie stawów, stwardnienie rozsiane czy choroba Parkinsona. Twierdzi również, że mogą leczyć niektóre formy raka. Wouter van Marken Lichtenbelt, jeden z naukowców, którzy badali Hofa, stwierdził, że "naukowe słownictwo [Hofa] to galimatias. Z przekonaniem, ale bez sensu miesza naukowe wyrażenia i przedstawia to jako niepodważalne dowody." Van Marken Lichtenbelt twierdzi jednak: "Kiedy stosujemy techniki Wima Hofa" z odpowiednią dozą zdrowego rozsądku (na przykład nie hyperwentylując się przed wejściem do wody) i bez nadmiernych oczekiwań: nie szkodzi spróbować."

## Publikacje

### Becoming the Iceman

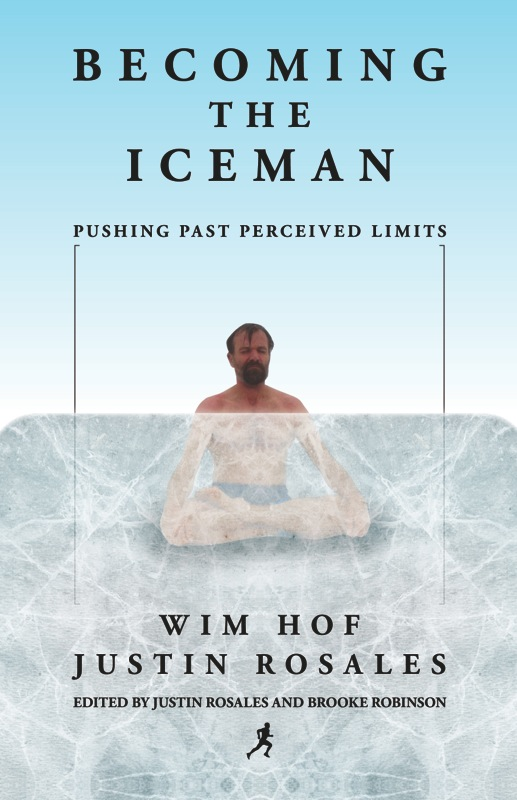
Becoming the Iceman

W listopadzie 2011 Hof wspólnie z jednym ze swoich studentów Justinem Rosalesem wydał książkę Becoming the Iceman, dokumentującą okoliczności, przygody, trening, metody i ćwiczenia pomagające uzyskać zdolność wytrzymywania ekstremalnych temperatur. W książce mowa jest również o wysiłku zmieniania świata na lepsze krok po kroku.

### Co nas nie zabije (What doesn't kill us)
10 marca 2017 – książka Scotta Carneya o metodzie Wima Hofa została wydana w Polsce przez Wydawnictwo Galaktyka.
Co nas nie zabije jest opowieścią o tym, jak Carney poznawał metodę Hofa, jak również relacją ze spotkań z osobami, które dzięki niej odzyskały witalność, wyleczyły się z chorób (również autoimmunologicznych) oraz straciły zbędne kilogramy. Rezultaty metody Hofa są fascynujące i byłyby wręcz niewiarygodne, gdyby nie fakt, że Hof i jego uczniowie biją rekord za rekordem, a także biorą udział w licznych  eksperymentach medycznych, które potwierdzają skuteczność metody. Co nas nie zabije to zatem po części książka popularnonaukowa, a po części wciągająca opowieść o przesuwaniu granic ludzkich możliwości.